# Владивостокская городская дума
Дума города Владивостока - представительный орган города, состоящий из 35 депутатов, избираемых на срок в 5 лет по смешанной избирательной системе: 17 депутатов избираются по одномандатным округам, 18 — по единому избирательному округу. 

## История
История Думы города Владивостока начинается с 1875 года, когда был проведён первый выборный состав гласных и городской голова. Первая Дума работала с 12 декабря 1875 года; с тех пор состав и структура неоднократно менялись. Современный формат с 35 депутатами действует с 2007 года, с регулярными выборами и обновлением состава в 2012 и 2017 годах

## Структура думы
- Председателя Думы, который работает на постоянной основе,
- Постоянные комитеты для нормотворческой работы, образуемые из числа депутатов,
- Различные комиссии и аппарат Думы,
- Общественный совет и Общественную молодежную палату при Думе,
- Фракции депутатов, представляющие различные политические силы[3]